# La Purísima, Doctor Mora
La Purísima är en ort i Mexiko.   Den ligger i kommunen Doctor Mora och delstaten Guanajuato, i den centrala delen av landet, 230 km nordväst om huvudstaden Mexico City. La Purísima ligger 2 084 meter över havet och antalet invånare är 398.
Terrängen runt La Purísima är platt åt sydväst, men åt nordost är den kuperad. Runt La Purísima är det ganska tätbefolkat, med 120 invånare per kvadratkilometer. Närmaste större samhälle är San José Iturbide, 12,6 km söder om La Purísima. Trakten runt La Purísima består till största delen av jordbruksmark.